# Esmoladora
Una esmoladora, també coneguda com a esmeriladora o mola, o electroesmeriladora és una màquina eina, o també una màquina de mà, molt simple. Consisteix en un motor elèctric, una carcassa i una (o diverses) moles abrasives acoblades al motor que giren, sovint a elevades RPM. En alguns països (com ara els Estats Units) és usual que la mola abrasiva sigui substituïda per un disc no abrasiu —sovint de goma— en el qual se li acobla una cinta amb esmeril. La funció de les esmoladores consisteix en extreure, per abrasió, material d'un objecte extern. Eventualment també es fa servir per tallar.
Tot i que s’utilitza principalment sobre metalls, també és apta per a fusta, plàstic, roba o vidre, sempre emprant l’abrasiu adequat al material i al resultat desitjat. Aquesta versatilitat és especialment notable en les esmoladores de mà, que permeten canviar les moles amb facilitat.

## Tipus

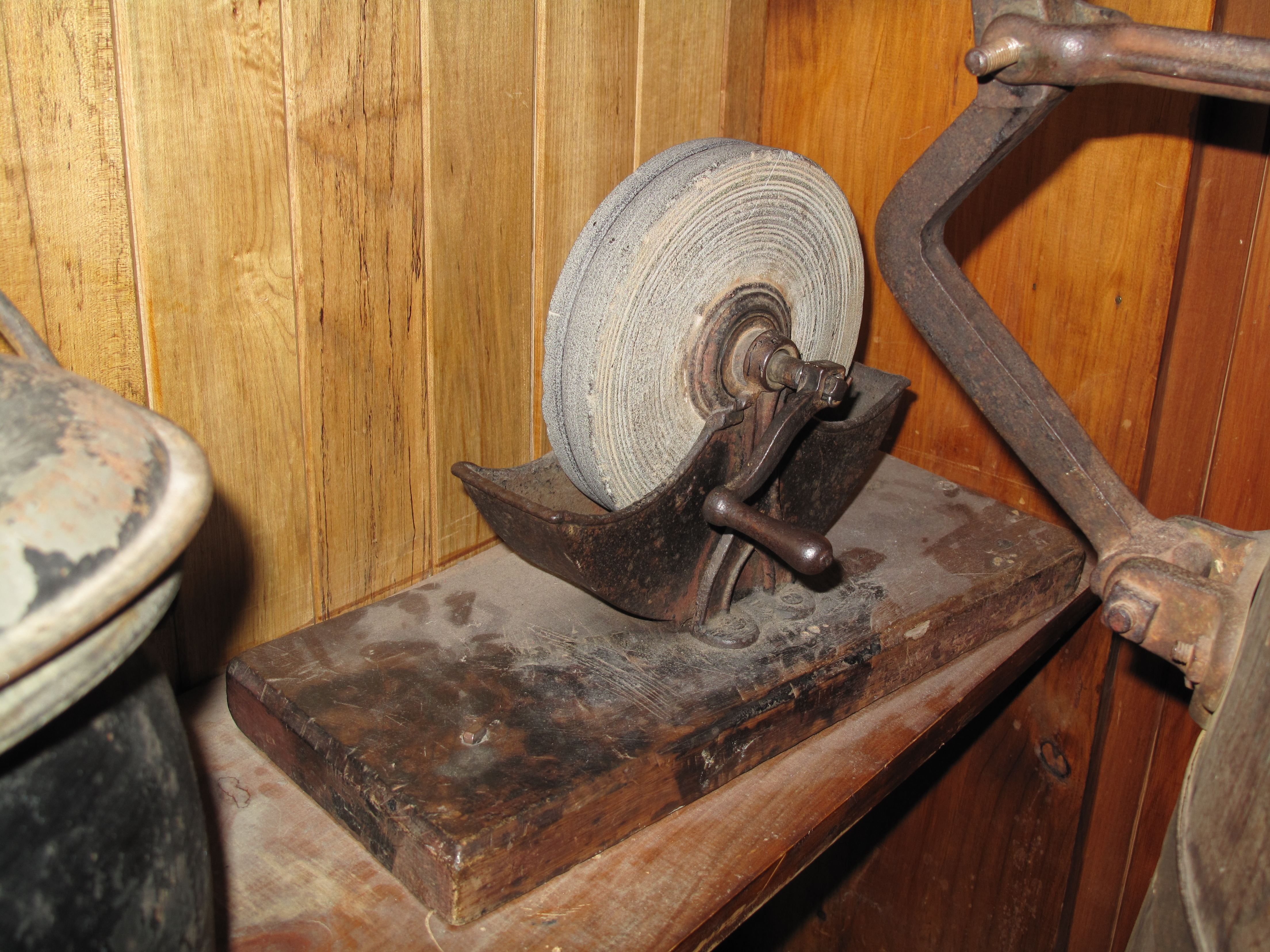
Esmoladora manual

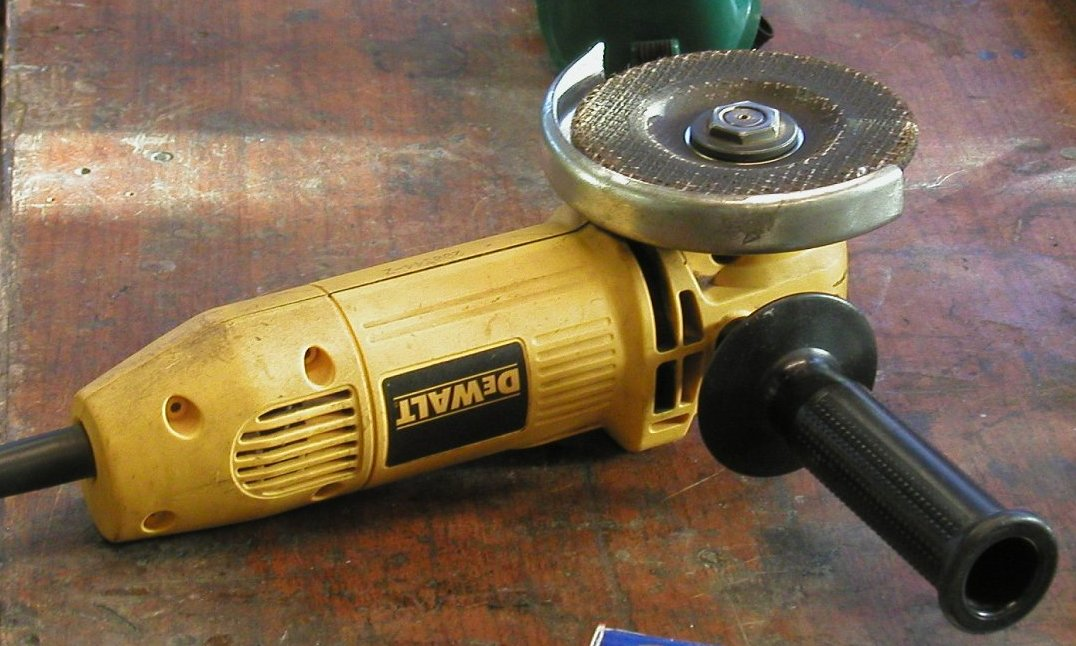
Esmoladora de mà

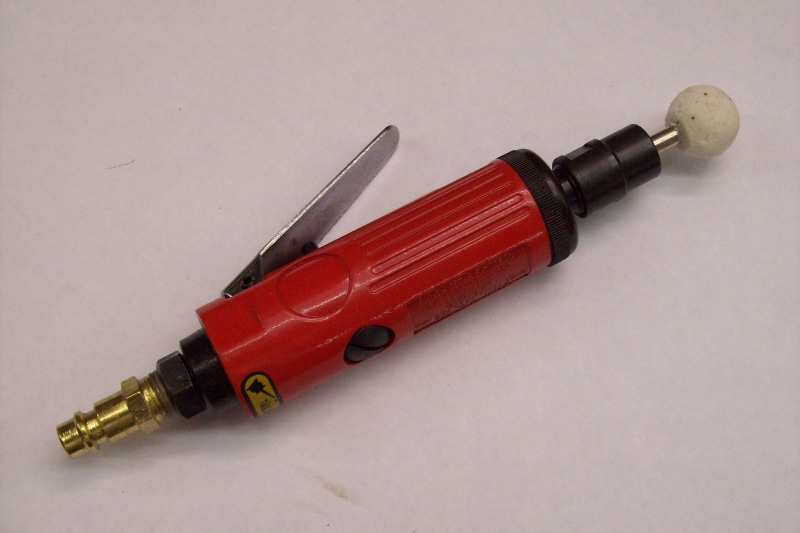
Mini-esmoladora de mà

Hi ha esmoladores portàtils, de sobretaula i de columna. Les de columna són molt similars a les de sobretaula, amb l'afegit que hi ha una bancada, damunt de la qual s'acobla la màquina.
La seva funció principal és extreure material per abrasió, però també pot tallar en substituir el disc per un de tall, una operació ràpida en els models manuals però més complexa en esmoladores de sobretaula o pedestal.
- Esmoladora manual amb manovella: és una eina manual (no elèctrica) que funciona mitjançant la força humana, accionada per un mecanisme de manovella. Aquest tipus d’esmoladora, tradicional però encara útil en certs contextos, es caracteritza per la seva simplicitat mecànica i independència de fonts d’energia externes.[2]
- Esmoladora angular o portàtil: És una eina manual i portàtil impulsada per un motor elèctric al qual s'acobla una mola o disc de tall. Permet esmolar, tallar o bé polir. Per tal de facilitar les tasques a realitzar, el motor té un engranatge en angle recte on s'acobla la moda o el disc.
- Mini-esmoladora de mà: Versió compacta i lleugera de l'esmoladora, dissenyada per treballs de precisió o en espais reduïts. S'utilitza habitualment en tasques de bricolatge o en indústries que requereixen un major control.[1]
- Esmoladora de dentista: Eina especialitzada usada en odontologia per a esmolar, polir o ajustar pròtesis dentals, implants o altres elements odontològics. Funciona a altes velocitats i sol tenir accessoris específics per a treballs de gran precisió.
- Esmoladora de banc: Té un motor al centre i als dos costats del motor s'hi solen muntar dues moles, cadascuna d'elles sol ser de diferent tipus (gra bast i gra fi; mola per a metalls tous i mola per a metalls durs...). Està assegurada a un banc de treball. Se sol utilitzar per desbastar, tallar, esmolar, polir, etc.
- Esmoladora de superfície: Té una mola que gira sobre un eix que talla al voltant de la superfície de la mola.
- Esmoladora cilíndrica: L'eix de la roda està suportat per dos coixinets especials en els extrems amb el suport, que proporciona la màxima rigidesa i estabilitat del pern.
- Rectificadora: S'utilitza per aconseguir mecanitzats de precisió, tant en dimensions com en acabat superficial. Les peces que es rectifiquen són sovint d'acer endurit mitjançant tractament tèrmic.

En el cas de les esmoladores de sobretaula i les de columna, els discs s'ubiquen normalment en el mateix eix on s'acobla el motor. Aquests discs poden ser de diferent tipus i de diversos materials. La velocitat de gir d'aquests motors sol anar entre 1000 i 2500 RPM. Algunes esmoladores tenen un sistema d'aspiració de ferritja i guspires. N'hi ha que tenen part de la pedra a dins d'un recipient que sol contenir aigua o taladrina. Les que són d'aquest tipus acostumen a utilitzar-se per esmolar ganivets, tisores i eines de tall, una altra característica de les esmoladores que incorporen recipient és que les moles giren a baixa velocitat, per tal que el líquid no surti expulsat per l'impuls de la mola.
Són presents a la majoria de tallers i indústries de fabricació mecànica, en tallers de fusteria, reparació de vehicles, construcció, serveis de salvament...
En alguns països és habitual que les esmoladores vagin proveïdes de discs massissos de goma i, a sobre d'aquests discs, s'hi acoblin bandes de disc de tela esmeril.

## Història

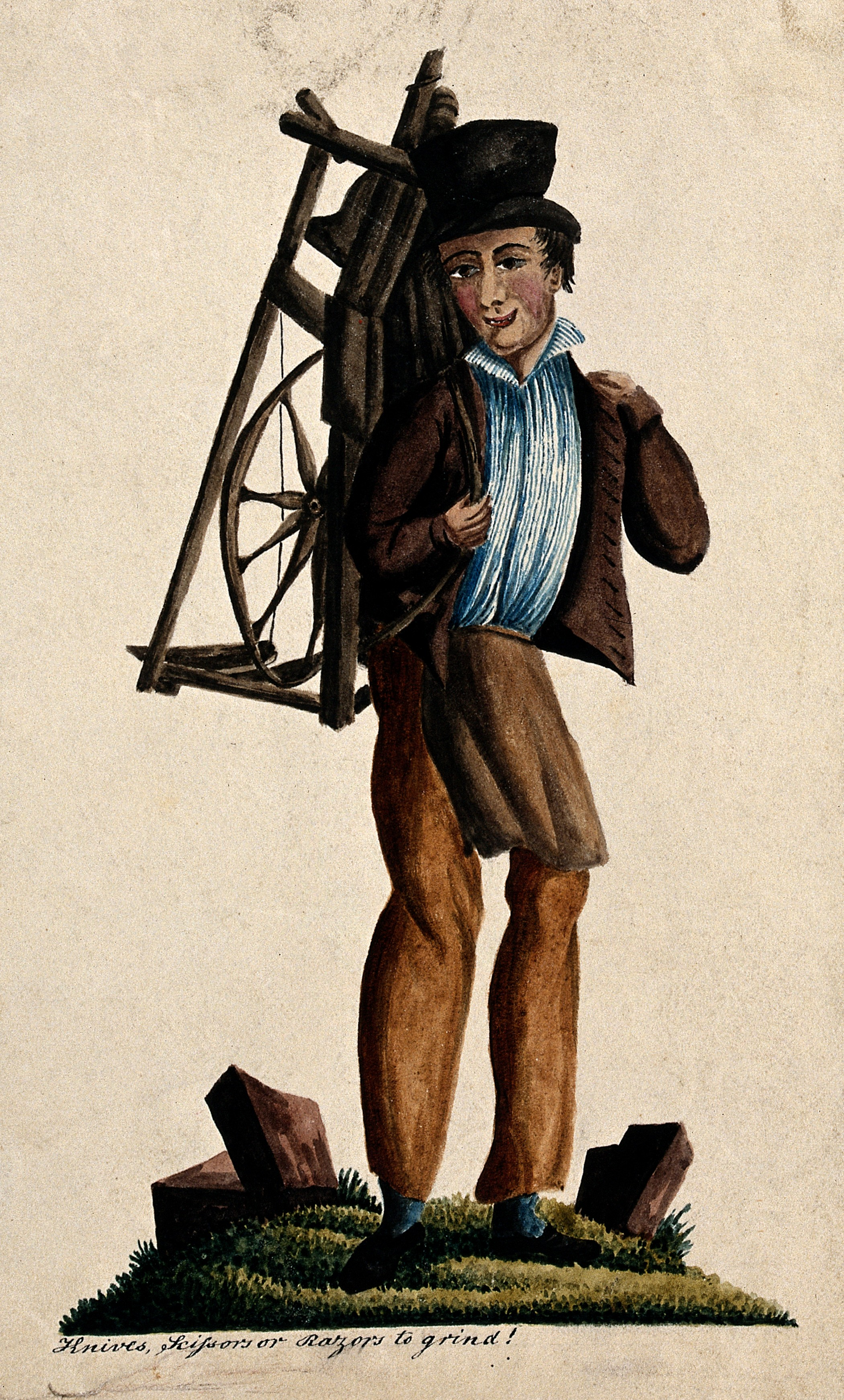
Esmoladora d'esmolet (de pedal)

Una fila d'importància singular en el desenvolupament dels diferents processos de la tècnica d'esmolar va ser el descobriment, per part d'Edward Goodrich Acheson (1856-1931) del carbur de silici, a la fi del segle xix. Acheson va fer una sèrie de proves barrejant argila i carbó, i sotmet a altes temperatures, aconseguint uns petits cristalls brillants i aguts de gran duresa. Lligant els vidres descoberts a un disc de ferro i adaptant-lo a un torn lubricat amb oli, va aconseguir tallar les facetes d'un diamant.
Era el primer abrasiu artificial. El nom amb el qual va batejar, carbur de silici, va donar lloc al seu torn a Carborundum Co, la companyia fundada per Acheson, instal·lada des de 1895 a les cascades de l'Niàgara. Poc després, el 1899, va ser descobert el procediment per fabricar alúmina cristal·lina. Amb tot això, i amb els avenços en nous aglomerants, va aconseguir establir-se una gamma de moles de característiques diferents que van permetre obtenir qualitats i velocitats en el rectificat fins aleshores impensables.

## Refrigeració
Hi ha diferents tipus de refrigeració, el més usual és la refrigeració líquida amb taladrina. L'objectiu és minorar l'alta temperatura que es produeix en l'element a desbastar o tallar o polir.

## Manteniment
- Lloc de treball: Mantenir sempre el lloc de treball en bones condicions.
- Neteja: No existeix un programa específic per a la neteja de l'esmoladora, tot dependrà de la seva utilització.
- Cable elèctric: Revisar periòdicament el cablejat de l'esmoladora i si està deteriorat substituir-lo per un altre, per tal d'evitar un curtcircuit o una electrocució.
- Motor elèctric: En els models que tenen escombretes, substituir-les quan es gastin.
- Rodaments: Verificar periòdicament el seu joc i substituir-los quan presentin massa folgances

## Parts

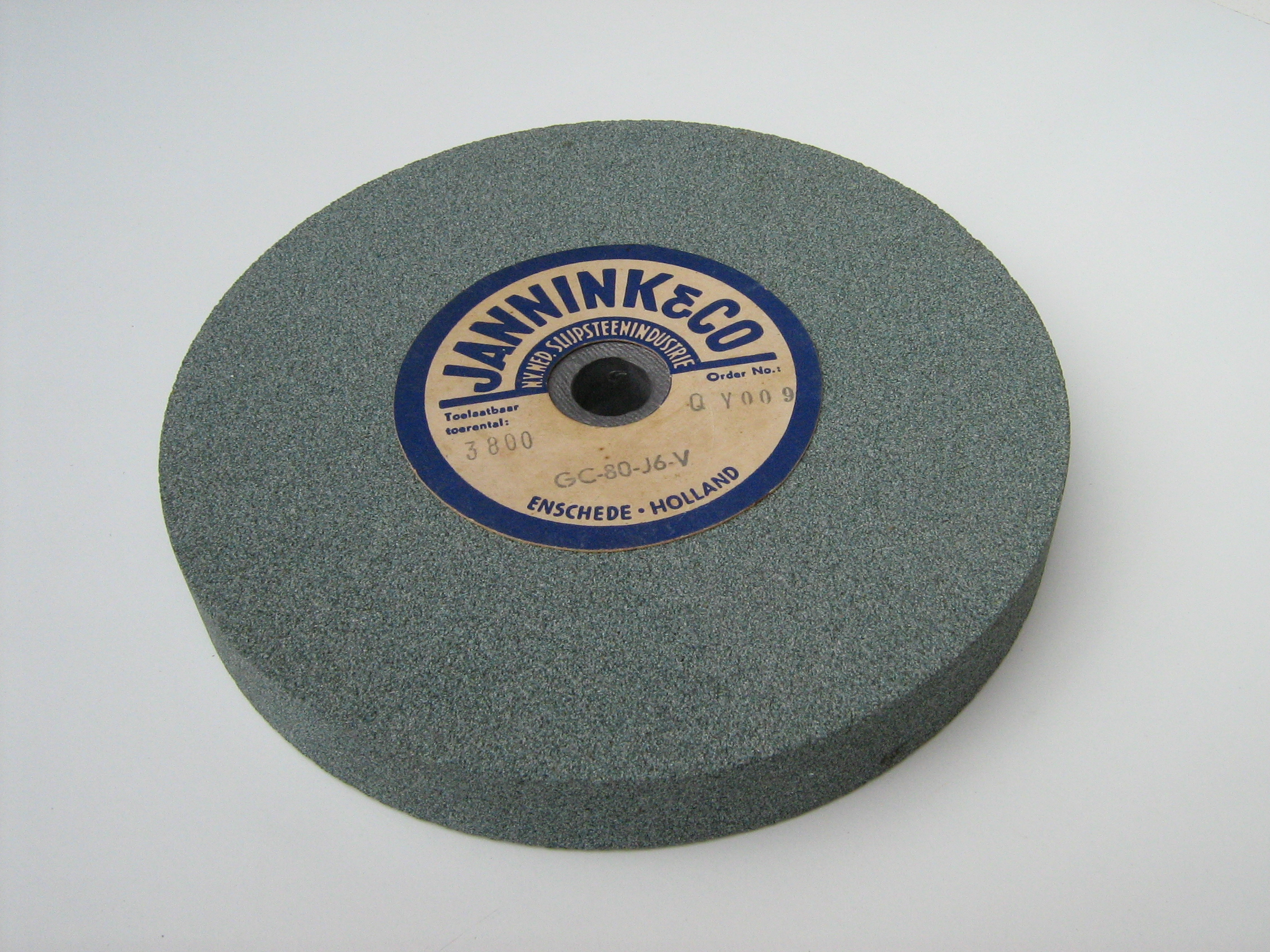
mola

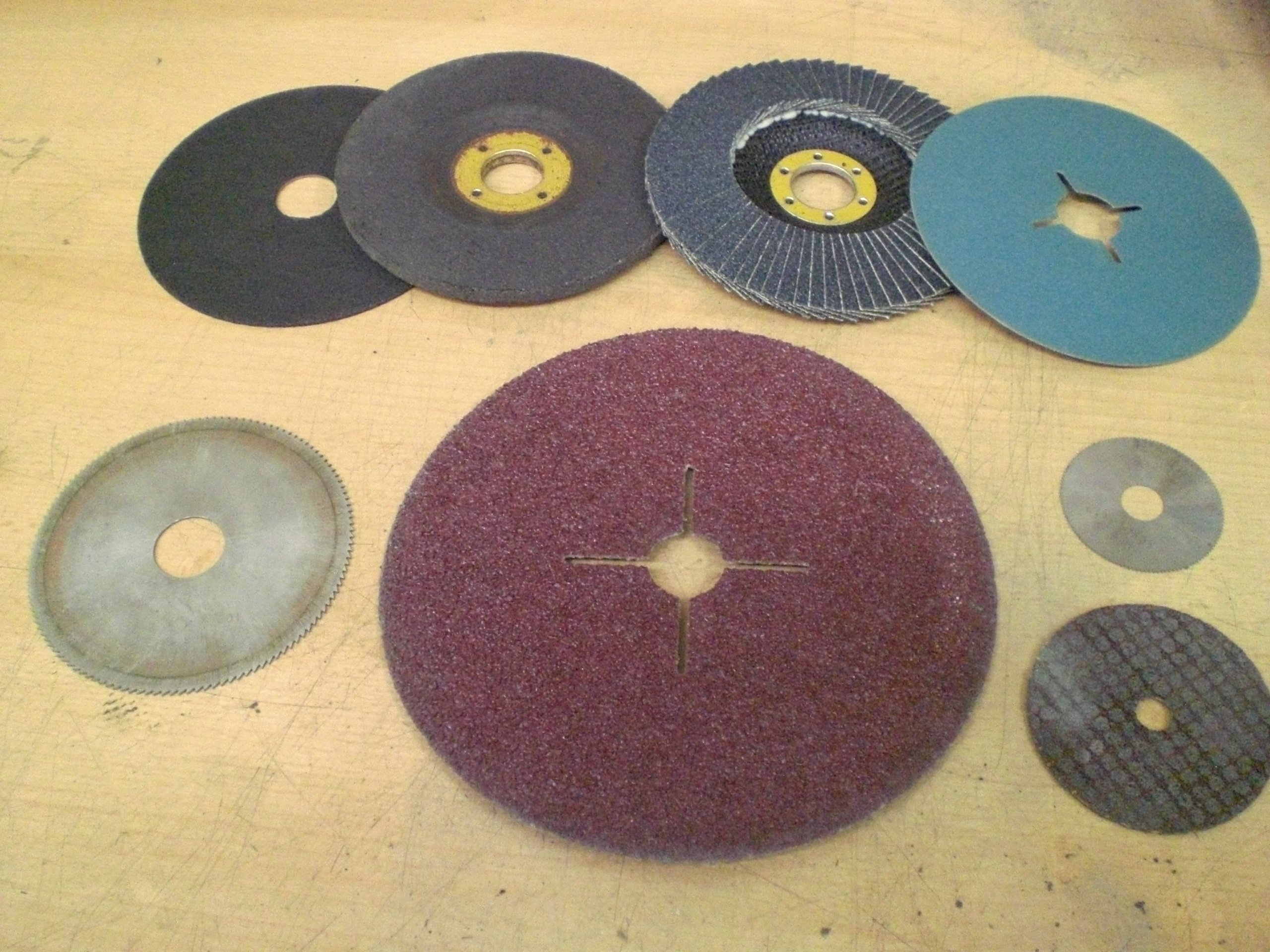
Diversos tipus de discs

Les esmoladores tenen les següents parts:
1. Interruptor d'encesa
2. Mànec auxiliar
3. Polsador per travar l'eix en el muntatge o desmuntatge de la pedra o disc
4. Collarí de l'eix
5. Eix
6. Caragol per travar la protecció
7. Protecció del disc
8. Brida de muntatge del retenidor 
9. Pedra d'esmolar (o de tall)
10. Femella de fixació de la mola o disc de tall

### Moles i discs
S'acostumen a utilitzar per tasques diverses emprant diferents tipus de discs o moles:
- Discs de material tou i flexible, es fan servir pe polir i/o abrillantar superfícies, sovint d'elements metàl·lics.
- Discs amb filferros o altres fils de materials abrasius, s'empren per polir o per treure rebaves (mecanització, soldadura...)
- Discs de material abrasiu, poden ser de diferents tipus de gra (gruixut, mitjà, fi). Els de gra gruixut s'utilitzen per desbastar o matar arestes de peces normalment metàl·liques. Els de gra fi s'utilitzen principalment per esmolar les eines de tall: Fulles, broques, etc.
- Discs, usualment metàl·lics, que, a la seva superfície, incorporen pólvores abrasives, com ara el diamant. La seva utilitat principal és en la construcció, per tallar rajoles i pedres.

## Riscs

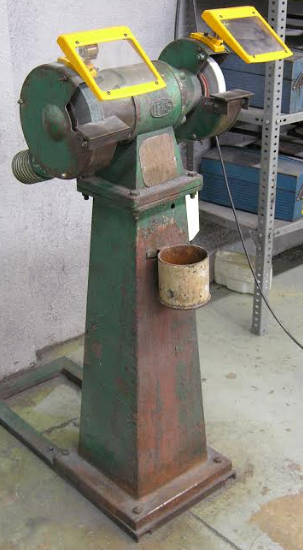
Esmoladora de columna amb dues moles diferents.

- Inhalació de pols
- Talls per abrasió
- Exposició a vibracions
- Sobreesforços
- Incendis
- Projeccions de fragments
- Sorolls

## Seguretat

### Protecció personal
- Protectors oculars: És indispensable l'ús d'ulleres de protecció, a causa del fet que durant la utilització de l'esmoladora solen projectar-se partícules.
- Guants de protecció: És necessari utilitzar guants protectors específics, per tal de disminuir el risc de lesió per abrasió.
- Calçat de seguretat: S'utilitzarà calçat amb la punta reforçada, ja que poden caure les peces que s'esmolen.
- Proteccions respiratòries: Si l'esmeriladora no disposa d'un sistema d'aspiració, s'haurà d'utilitzar necessàriament una mascareta per a no respirar les partícules tòxiques. En cas que disposi d'aspiració, donat que no totes les partícules queden aspirades, també és del tot convenient el seu ús.
- Protecció auditiva: És del tot convenient portar protectors auditius, per tal de prevenir lesions a l'oïda.
- Mandil de protecció ignífuga: És recomanable la seva utilització, per evitar que les guspires puguin inflamar la roba.

### Protecció a la màquina
- Protecció contra projeccions: És indispensable que incorpori una protecció a la part superior de la mola (sol ser de material plàstic transparent) per disminuir el risc que les projeccions surtin disparades a la cara.
- Suport per l'eina: Serveix per recolzar l'eina que s'esmolarà o bé per a recolzar-hi la mà i, així, facilitar la subjecció de la peça a esmolar i evitar que aquesta fimbregi.
- Aturada de seguretat: Botó de característiques normalitzades que serveix per aturar l'esmoladora.